# В търсене на Шугърмен
„В търсене на Шугърмен“ (на английски: Searching for Sugar Man) е британски документален филм от 2012 година на режисьора Малик Бенджелул по негов собствен сценарий.
Филмът разказва за слабоизвестния американски фолк рок музикант Родригес, който по стечение на обстоятелствата и без да разбере за това в края на 70-те години на XX век придобива голяма известност в Южноафриканската република. Години по-късно негови южноафрикански почитатели успяват да го открият и организират негови концерти в родината си.
„В търсене на Шугърмен“ получава награда на БАФТА и „Оскар“ за документален филм.